# 魏无知
魏无知，又作魏倩，西汉初年人物。
汉二年（前205年），陈平渡过黄河，到修武去投奔汉王刘邦，通过魏无知求见汉王。周勃、灌婴等人说陈平的坏话，说他私通嫂子、反复无常、收取贿赂。刘邦对陈平有了猜疑，即召魏无知前来责问。魏无知说：“我推荐陈平时，说的是他的才能，陛下现在问的，是他的品行。现在如果有人具有尾生、孝己那守信、重孝之行，却无益于决定胜负，大王会有闲暇去任用他啊？今楚汉相抗衡，我推荐怀有奇谋之士，只是考虑他的计策是否有利国家，至于私通嫂子、收取贿赂，又何足怀疑！”汉朝建立后，封陈平为户牖侯。陈平对刘邦说：“如果没有魏无知的举荐，我怎能进见？”刘邦赞扬他不忘本。随即又赏赐了魏无知。